# سلدا الکور
سلدا الکور (انگلیسی: Selda Alkor؛ زادهٔ ۳ ژانویهٔ ۱۹۴۳) هنرپیشه، خوانندگی اهل ترکیه است. وی از سال ۱۹۵۷ میلادی تاکنون مشغول فعالیت بوده‌است. وی در سال ۲۰۰۲ جایزه جشنواره بین‌المللی فیلم پرتقال طلایی آنتالیا را دریافت کرده است.